# 冷泉為村
冷泉 為村（れいぜい ためむら）は、江戸時代中期の公卿・歌人。権大納言・冷泉為久の子。官位は正二位・権大納言。上冷泉家15代当主。上冷泉家中興の祖とされている。歌人としてのみならず茶の湯も嗜み、自作の茶杓や竹花入などが現存している。

## 経歴
享保5年（1720年）9歳で元服。その後は累進して、元文3年（1738年）1月従三位に叙されて公卿に列し、延享元年（1744年）8月参議、寛延3年（1750年）1月権中納言に任じられた。宝暦2年（1752年）2月従二位、宝暦7年11月25日（1758年1月4日）民部卿に任じられた。宝暦8年（1758年）12月正二位に叙され、 宝暦9年（1759年）10月権大納言に至るが、宝暦10年（1760年）2月これを辞し、明和7年（1770年）2月出家した。

## 歌人として
享保6年（1721年）に宮廷歌会に初参加。翌年から旧詠歌会にほとんど欠詠することなく、桜町天皇の信頼を得た。のちに霊元上皇から古今伝授を受けた。霊元天皇の勅点の添削を受けた折紙詠草（和歌懐紙）が存在する。烏丸光栄や三条西公福・中院通躬にも師事し、石野広通・小沢蘆庵・屋代弘賢など、多数の門人を擁した。父為久が徳川吉宗の厚遇を得ていた関係から、武家に多くの門人がいた。
歌集に『冷泉為村卿家集』『冷泉余瀝』、歌論書に『樵夫問答（しょうふもんどう）』、聞書に宮部義正の『義正聞書』がある。

## 系譜
- 父：冷泉為久（1686-1741）
- 母：不詳
- 正室：藤谷為信の娘
  - 男子：冷泉為泰（1735-1816）
  - 男子：三室戸光村（1739-1782）
- 生母不明の子女
  - 男子：入江為良（1765-1807）
  - 女子：舟橋則賢室
  - 女子：山科敬言室
  - 女子：堤敬長室
  - 女子：高倉永範室
  - 女子：町尻量原室
  - 女子：北島惟孝室